# عبدالکریم حق‌شناس
میرزا عبدالکریم حق‌شناس (تهرانی) (۱۲۹۸، تهران – ۲ مرداد ۱۳۸۶، تهران)؛ فقیه، معلم اخلاق و عارف معاصر شیعه بود.

## ولادت و کودکی
عبدالکریم در سال ۱۲۹۸ شمسی در خانواده‌ای متدین در محله عین‌الدوله یا خیابان ایران امروزی متولد شد. پدرش علی صفاکیش در فرمانداری تهران مشغول به کار بود به همین خاطر به علیخان شهرت داشت. پدرش به جز عبدالکریم دو فرزند دیگر به نام‌های ولی و رحیم داشت. عبدالکریم پدرش را در کودکی و مادرش را در پانزده یا شانزده سالگی از دست داد. تا سه سال بعد از فوت مادر، دایی‌اش کفالت او را به عهده گرفت و او را به مدرسه دارالفنون فرستاد.

## تحصیلات
عبدالکریم حق‌شناس تهرانی تحصیلات مقدماتی و ادبیات را نزد محمدرضا تنکابنی و بخشی از معقول را از مهدی آشتیانی و فقه و اصول را در قم نزد سید محمدتقی خوانساری و سید احمد خوانساری و سید حسین طباطبایی بروجردی فراگرفت. مدتی نیز از درس فقه و اصول سید روح‌الله خمینی بهره‌مند شد و مراوداتی نیز در بحث اخلاق با وی داشت. او همچنین از شاگردان سید علی حائری و شیخ محمدحسین زاهد و درس عرفان محمدعلی شاه‌آبادی بود.
حق‌شناس اجازه اجتهاد خود را از افرادی چون سید محمد حجت کوه‌کمری، عبدالنبی عراقی و محمدعلی شاه‌آبادی دریافت کرد و افزون بر زبان عربی به زبان‌های فرانسه و انگلیسی هم مسلط بود.

## عزیمت به تهران
در سال ۱۳۷۳ قمری که محمدحسین زاهد تهرانی معروف به زاهد نفت فروش، در مسجد امین‌الدوله واقع در بازار درگذشت، بنا به درخواست اهل مسجد و محل از سید حسین بروجردی، ایشان به عبدالکریم حق‌شناس دستور داد تا برای حل مشکلات دینی و رسیدگی به امور شرعی آن مسجد، به تهران عزیمت کند.
وی می‌گفت: «بازگشت به تهران برای من بسیار گران بود، قم برای من محل پیشرفت و ترقی علمی و عملی بود و به هیچ وجه میل آمدن به تهران را نداشتم. روزهای سختی بر او گذشته بود.» وی برای مشورت نزد سید روح‌الله خمینی می‌رود که از وی می‌شنود: «وظیفه است باید بروید.» می‌پرسد: «شما چرا نمی‌روید؟» که خمینی می‌گوید: «به جدّم قسم اگر گفته بود روح‌الله بیاید، من می‌رفتم.»
سرانجام حق‌شناس به تهران آمد و تا پایان عمر به تعلیم دروس اخلاق و امور دینی به جوانان، طلاب و کسبه مشغول بود. او مدتی نیز رئیس سپهسالار قدیم (شهید بهشتی کنونی) و مدرسه فیلسوف‌الدوله بود و در آنجا به تدریس مکاسب و کفایه در فقه و اصول و منظومه سبزواری در حکمت مشغول بود.

## درگذشت
آیت الله حق‌شناس در نهایت، ۲ مرداد ۱۳۸۶ (در سن ۸۸ سالگی) درگذشت. پیکر وی از مدرسه عالی مطهری تهران به سوی حرم عبدالعظیم حسنی تشییع شده، و در همان مکان به خاک سپرده شد.

## آثار
- تقریرات فقه سید محمد حجت کوه‌کمری
- تقریرات اصول سید محمدتقی خوانساری
- تقریرات فقه و اصول سید حسین بروجردی